# Os Pilares da Sociedade

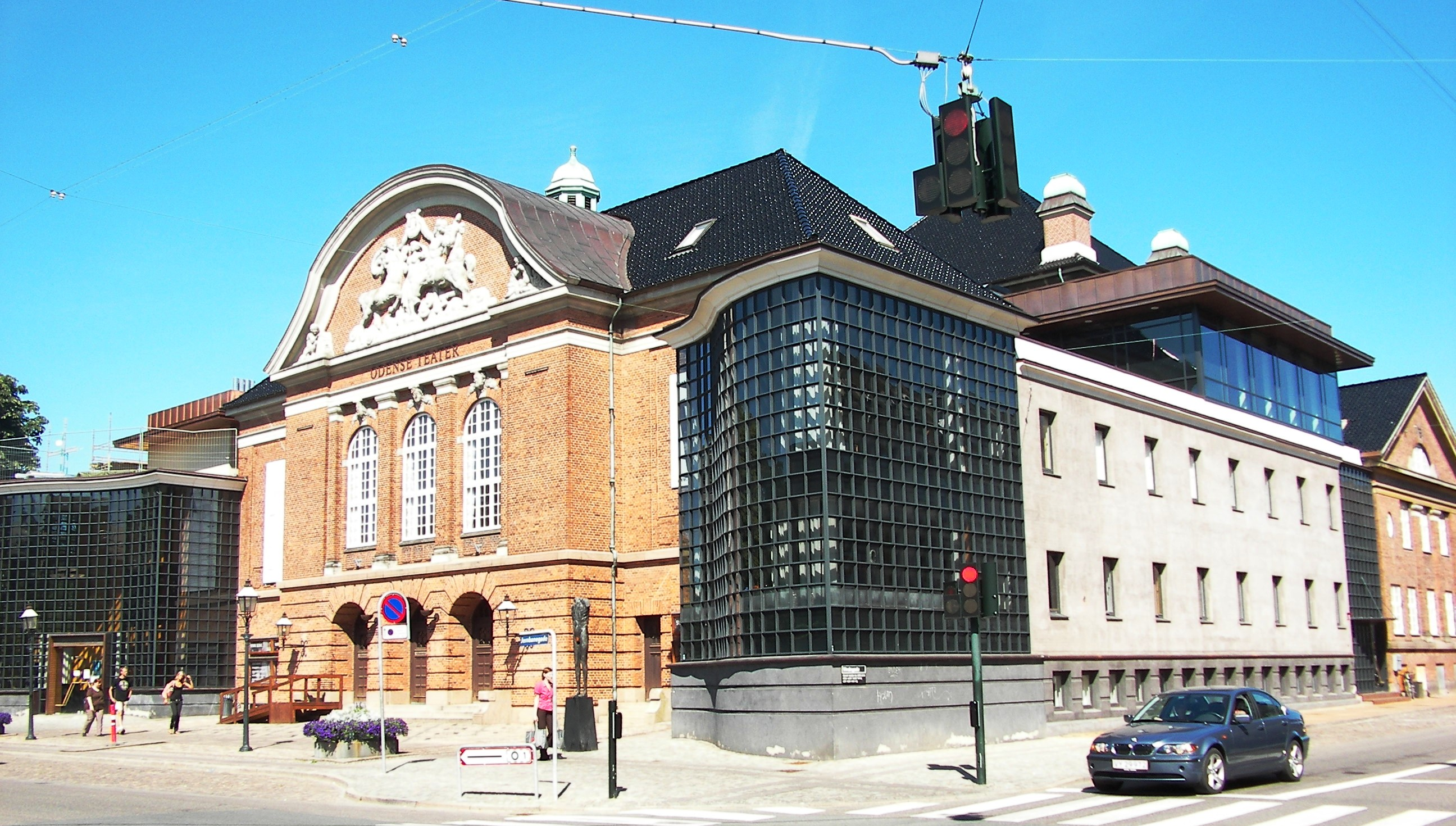
Odense Teater, na Dinamarca, onde foi representada pela primeira vez a peça “Os Pilares da Sociedade”, em 1877

Os Pilares da Sociedade (em norueguês Samfundets Støtter) é uma peça teatral escrita pelo dramaturgo norueguês Henrik Ibsen. Escrita e publicada em 11 de outubro de 1877, foi representada pela primeira vez em 14 de novembro do mesmo ano no Odense Teater, na Dinamarca. É a primeira peça realista de Ibsen, marcando o fim de seu período romântico.

## Personagens
- Karsten Bernick, um construtor de navios
- Mrs. Bernick, sua esposa
- Olaf, seu filho de treze anos
- Martha Bernick, irmã de Karsten Bernick
- Johan Tønnesen, jovem irmão de Mrs. Bernick
- Lona Hessel, meia-irmã de Mrs. Bernick
- Hilmar Tønnesen, primo de Mrs. Bernick
- Dina Dorf, uma jovem vivendo com os Bernicks.
- Rørlund, mestre
- Rummel, mercador
- Vigeland e Sandstad, comerciante
- Krap, padre confidente de Bernick
- Aune, capataz do estaleiro de construção naval da Bernick.
- Mrs. Rummel
- Hilda Rummel, filha de Rummel
- Mrs. Holt.
- Netta Holt, filha de Holt
- Mrs. Lynge

## Enredo
Karsten Bernick é o principal empresário de uma pequena cidade costeira da Noruega, com interesses no transporte marítimo e construção naval em uma empresa familiar há muito estabelecida. Começa a planejar um projeto ambicioso, com uma ferrovia que vai ligar a cidade à linha principal e abrir um vale fértil que ele secretamente vem comprando.
Repentinamente, seu passado vem à tona. Johan Tonnesen, irmão mais novo de sua esposa volta da América para a cidade de onde fugira 15 anos antes. Na época, pensava-se que tinha fugido com o dinheiro do negócio da família Bernick para evitar o escândalo, porque ele estava tendo um caso com uma atriz. Mas nada disso era verdade, e sim que deixara a cidade para assumir a culpa por Bernick, que era o único que tinha tido realmente um caso e quase foi pego com a atriz. Não havia dinheiro para tirar, visto que, na época a empresa Bernick estava quase falida.
Com Tonnesen, vem sua meia-irmã Lona, que já amara e fora amada por Bernick. Ele a rejeitara e se casara com a atual esposa por dinheiro, para reconstruir o negócio da família. Desde que Tonnesen deixara a cidade, construíram-se rumores cada vez maiores de sua maldade, ajudados pela recusa estudiosa de Bernick em dar qualquer indicação da verdade.
Tal situação só precisava de uma faísca para explodir, e isso ocorre quando Tonnesen se apaixona por Dina Dorf, uma jovem garota que é filha da atriz envolvida no escândalo de 15 anos antes, e que agora vive de caridade na casa de Bernick. Ele exige que Bernick diga a verdade à menina, mas Bernick recusa. Tonnesen diz que vai voltar para os EUA para esclarecer os seus assuntos e depois voltar à cidade para se casar com Dina. Bernick vê sua chance de sair dessa situação.
Bernick está reparando um navio americano, “The Indian Girl”, que é perigosamente incapaz de navegar, e ordena que o seu capataz termine o trabalho no dia seguinte, mesmo que isso signifique enviar o navio e sua tripulação para a morte certa, pois quer Tonnesen a bordo para morrer, livrando-se de qualquer perigo no futuro. As coisas, porém, não funcionam como o planejado por Bernick. Tonnesen foge com Dina a bordo de outro navio, que é seguro,prometendo voltar. E o jovem filho de Bernick está no The Indian Girl”, aparentemente caminhando para a morte certa.
Bernick descobre que sua trama foi desastradamente errada na noite em que o povo da cidade se junta para homenageá-lo por sua contribuição para a cidade. Está tudo pronto para uma conclusão trágica, mas de repente Ibsen o puxa de volta da beira do precipício. O capataz tem uma crise de consciência, para parar o “The Indian Girl”, e o filho de Bernick é trazido de volta com segurança por sua mãe. Bernick se dirige à comunidade, diz-lhes a maior parte da verdade e sai impune. Sua esposa recebe a notícia de que ele só casou com ela por dinheiro como um sinal de que agora há alguma esperança para seu casamento.

## Histórico

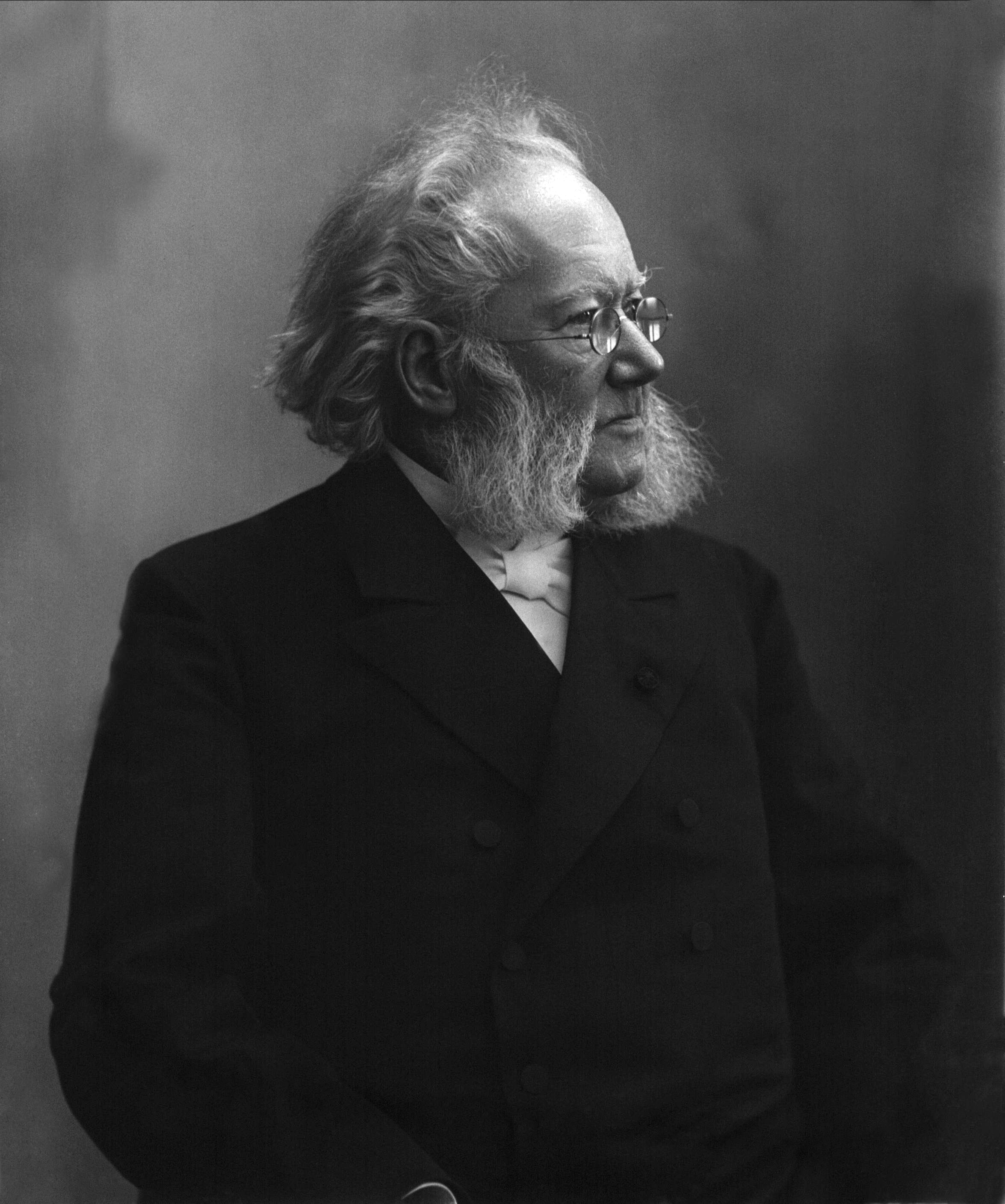
Henrik Ibsen fotografado por Gustav Borgen.

Ibsen tinha planos para escrever Os Pilares da Sociedade desde 1869, e os primeiros rascunhos ao de 1870, porém durante esse período ele escreveu outras obras: Digte (1871), Imperador e Galileu (1873), além das revisões de Madame Inger em Ostraat (1874) e Catilina (1875). O manuscrito finalmente ficou pronto e foi enviado para Hegel em cinco partes entre 29 de julho e 20 de agosto de 1877.

## Publicação
“Os Pilares da Sociedade” foi publicado em sua primeira edição pela Gyldendalske Boghandels Forlag (F. Hegel & Son) em 11 de outubro, 1877, em Copenhague. Era composta por 6000 exemplares que foram vendidos no decorrer de sete semanas, e uma reimpressão de 4000 exemplares foi disponibilizada em 30 de novembro. Foi com esta peça que Ibsen alcançou fama na Alemanha, e antes do final de novembro de 1877 a tradução alemã já estava disponível.

## Teatro
Os Pilares da Sociedade foi encenado para a primeira vez no "Odense Teater", pela Companhia de Teatro de August Rasmussen, em 14 de novembro de 1877. As peças de Ibsen há muito se realizavam fora da Noruega, mas este era de fato a primeira estreia importante a ter lugar num palco fora da Noruega. A produção foi bem recebida tanto pelo público e pela imprensa. Quatro dias depois, o "Det Kongelige Teater", em Copenhague, teve sua primeira encenação desta peça, e Emil Poulsen fez o papel do Cônsul Bernick.
A primeira apresentação na Noruega foi no "Den Nationale Scene", em Bergen, a 30 de novembro de 1877. Ibsen deliberadamente abstivera-se de entregar a peça ao "Christiania Theater" em protesto pela demissão de Ludvig Josephson. Ibsen não tinha respeito por seu sucessor, Johan Vibe.
Em 13 de dezembro de 1877, a peça teve sua primeira apresentação na Suécia, no "Kungliga Dramatiska Teatern", em Estocolmo. De acordo com Michael Meyer a peça foi encenada em nada menos do que 27 teatros na Alemanha e na Áustria até o final de 1878.

## Considerações críticas
- O título dessa peça é tirado de uma peça de Bjørnstjerne Bjørnson (Kongen), com quem Ibsen rivalizava, na época.
- Otto Maria Carpeaux considera essa obra a fronteira entre a fase romântica e a realista de Ibsen, que se encontra entre 1873 e 1877. Imperador e Galileu seria sua última peça histórica, portanto, romântica, e Os Pilares da Sociedade, a primeira peça com assunto moderno, sendo o começo da fase realista ou naturalista.[2]

## Traduções na língua portuguesa
Fonte: 
- Roberto de Cleto e Cláudio Correa e Castro. “As colunas da sociedade”. Foi traduzida para a peça “As colunas da sociedade”, sob direção de Cláudio Correa e Castro, em Curitiba, 1966.
- Mário Delgado. “Pilares da comunidade”. Lisboa: Presença, 1964.
- Pedro Fernandes. “Os Pilares da Sociedade”. Peças escolhidas 3 (ao lado de Espectros/ Casa de Bonecas/ Um Inimigo do Povo). Portugal: Livros Cotovia (Coleção Teatro), 2008, ISBN 978-972-795-265-6

## Peças no Brasil

### 1966
- Nome: As colunas da sociedade[8]
- Local: Curitiba
- Teatro: Estreia no Teatro Guaíra (Curitiba), em novembro de 1966
- Produção: Teatro de Comédia do Paraná
- Direção: Cláudio Correa e Castro
- Elenco: Myriam Pires, Maurício Távora, Lala Schneider, Joel de Oliveira, Claudete Baroni, Sale Wolokita